# Польська Народна Республіка
Польська Народна Республіка (пол. Polska Rzeczpospolita Ludowa) — державне утворення на території сучасної Польської Республіки у 1947–1989 роках. У 1947–1952 роках мало назву Польська Республіка (пол. Rzeczpospolita Polska).

## Історія
Результати виборів в січні 1947 в Польщі, які, відповідно до положень Ялтинської конференції мали на меті легітимізацію влади в Польщі (для «демократичних виборів» було створено Тимчасовий уряд національної єдності (ТУНЄ) на конференції в Москві в червні 1945 року під керівництвом антигітлерівської коаліції трьох держав — Великої Британії, США і СРСР), було сфальсифіковано правоохоронним апаратом (Міністерством громадської безпеки), підпорядковане ПРП, за безпосередньою участю співробітників НКВС. Анонсовані результати виборів: переміг — Демократичний блок (у складі ППР й ПСП), опозиція — Польська селянська партія (ПСП) формально легітимізували владу ППР і його наступників в Польщі у світлі міжнародного права. Колишній прем'єр-міністр, заступник прем'єр-міністра ТУНЄ і голова ПСП Станіслав Миколайчик, у зв'язку із загрозою арешту, був змушений емігрувати.
У свою чергу, до кінця 1948 року змінилася політика СРСР до держав-сателітів і розпочалася сталінізація народно-демократичних режимів Центральної та Східної Європи, у тому числі відмова від фасадних урядів «коаліційних народних фронтів» у рамках парламентської демократії для формальної передачі влади комуністичній партії як гегемону і правові зміни у назвах країн на «Народні Республіки» (Угорщина, Румунія, Болгарія, Албанія). У польському випадку це означало зміну назви держави на ПНР, Йосип Сталін особисто зробив поправки, у переданій йому президентом Республіки Болеславом Берутом тексті Конституції Народної Республіки (наприклад, згода не змінювати польського гімну). Остаточний варіант Конституції комуністичної Польщі розробив Берутом.
У 1944 Польща знову втратила свій суверенітет і була підпорядкована Радянському Союзу — найбільшою мірою за часів сталінізму. Це була країна з недемократичною політичною системою однопартійної диктатури з формальним фасадом демократичних інститутів й різними типами репресій (залежно від історичного періоду). Питання про визначення комуністичної соціальної системи суперечливе — це була держава офіційно соціалістична, комуністи самі наголошували, що не було досягнуто ще початкової стадії комунізму, і, згідно з Конституцією, була державою народної демократії. Противниками цієї системи була визначена, як комунізм, а троцькістами — деформована робітнича держава. У просторіччі поляки використовували термін «комунізм».
У 1989—1991 в результаті політичних дій, ця країна перетворилася на демократичну Польську Республіку, або Третю республіку.

## Походження ПНР
Концепція польської соціалістичної держави, в унії з Росією, а потім СРСР, має витоки в Соціал-демократії Королівства Польського і Литви (СДКПіЛ). Її члени взяли участь в польсько-більшовицькій війні (1919—1920) (Фелікс Дзержинський, Кароль Свєрчевський, Костянтин Рокоссовський тощо) на боці Росії і проти Польщі. Полревком разом з урядом Радянської Росії планував створення маріонеткового уряду у планованій польській радянській республіці. Заснований в серпні 1920 Полревком, просувався спеціальним потягом до Варшави, слідом за наступом Червоної Армії, став прототипом створеному в 1944 році Польському комітету національного визволення.
КПП як партія насильницької зміни польської політичної системи мала центр прийняття рішень, підпорядкований Комінтерну, та фінансувалася з-за кордону протягом усього терміну Другої республіки, була нелегальною партією. КПП закликала до перегляду польського-німецького кордону (депортація німців з Верхньої Сілезії і Померанії і польського питання у СРСР в етнічно змішаних районах на схід від лінії Керзона). КПП мала агентів впливу у легальних організаціях (політичні партії, асоціації, профспілки), друкувала таким чином, офіційні газети і мала представників у Сеймі (Томаш Домбаль, Станіслав Ланчучький, Єжи Чешейко-Сохацький, Сильвестр Воєводський, Тадеуш Жарський). Крім напівлегальної роботи комуністи здійснювали вбивства (Гібнер, Кнєвський і Рутковський (1925)), терористичні акти (Валерій Багінський) та проведення оперативної діяльності розвідки Радянського Союзу. У свою чергу, Радянський Союз в областях УРСР і БРСР створив в 1920-ті роки Польські автономні округи: Дзержинський польський національній район і Польський національний район імені Юліана Мархлевського, існувавші до середини 1930-х років і скасовані під час польської операції НКВС. У червні 1938 року Сталін скасував КПП і наказав стратити більшість керманичів КПП, звинувативши їх в співпраці з державною поліцією і Другим відділом Генерального штабу Війська Польського.
Після військової окупації Польщі у вересні 1939 Вермахтом і Червоною Армією, частину польських офіцерів, наприклад, Зигмунт Берлінг було відібрано NOS НКВС в таборах в Козельську, Осташкові та Старобєльську, їх не було страчено в Катині навесні 1940 року, проте вони були утримані співробітниками НКВС у відносно файних умовах з метою використання в разі конфлікту з Третім Рейхом. Радянські польськомовні газети і журнали, (Червоний Прапор (пол. Czerwony Sztandar), Новий горизонт (пол. Nowe Widnokręgi)), демонстративно відзначали в 1940 році «дні Міцкевича».
Після агресії Третього Рейху на Радянський Союз, під тиском Великої Британії, уряд Польщі в екзилі, був змушений відновити дипломатичні відносини з СРСР, які були перервані після вторгнення Червоної Армії в Польщу 17 вересня 1939, уряд СРСР погодився звільнити заарештованих і депортованих громадян Другої республіки і створити з них польські збройні сили підпорядковані Республіці, під командуванням колишнього в'язня Луб'янки генерала Владислава Андерса. Влітку 1942 почалась передислокація до Ірану польських збройних сил в СРСР (так звана армія Андерса). Берлінг з групою з декількох офіцерів польської армії (Армії Андерса) залишилися в Радянському Союзі, попри порядок відправлення, і надалі військово-польовим судом Другого польського корпусу засуджені як дезертири.
Розкриття інформації у квітні 1943 року Катинської різанини і запит польського уряду у вигнанні до Міжнародного Червоного Хреста за для дослідження цього питання дав Сталіну привід розірвати 27 квітня 1943 дипломатичні відносини з польським урядом у Лондоні, а потім створити підлеглий собі Союз польських патріотів і почав формування Першої польської піхотної дивізії імені Тадеуша Костюшко, яка не увійшла до складу армії Андерса і складалася головним чином з офіцерів Червоної Армії і офіцерів поляків комуністичного середовища. Разом з польськими військами були створена контррозвідка — Головне управління інформації, тісно пов'язане з радянськими спецслужбами. Для комуністичної Польщі з той же час готувалися кадри в школі НКВС У Куйбишеві.
4 січня 1944 війська 1-го Українського фронту Червоної Армії перейшли довоєнний польський кордон з Радянським Союзом в районі Рокитне. 22 червня 1944 під час операції «Багратіон» Червона армія перетнула лінію Керзона.

## 1944—1952 (Польська Республіка)

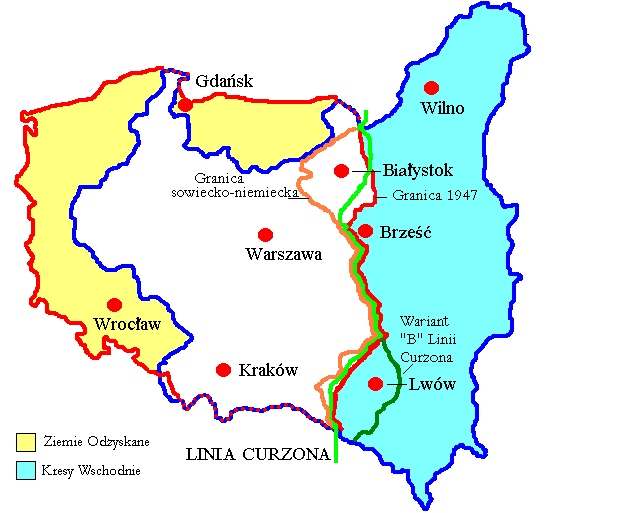
Зміни кордонів і лінія Керзона

Маніфест ПКНВ

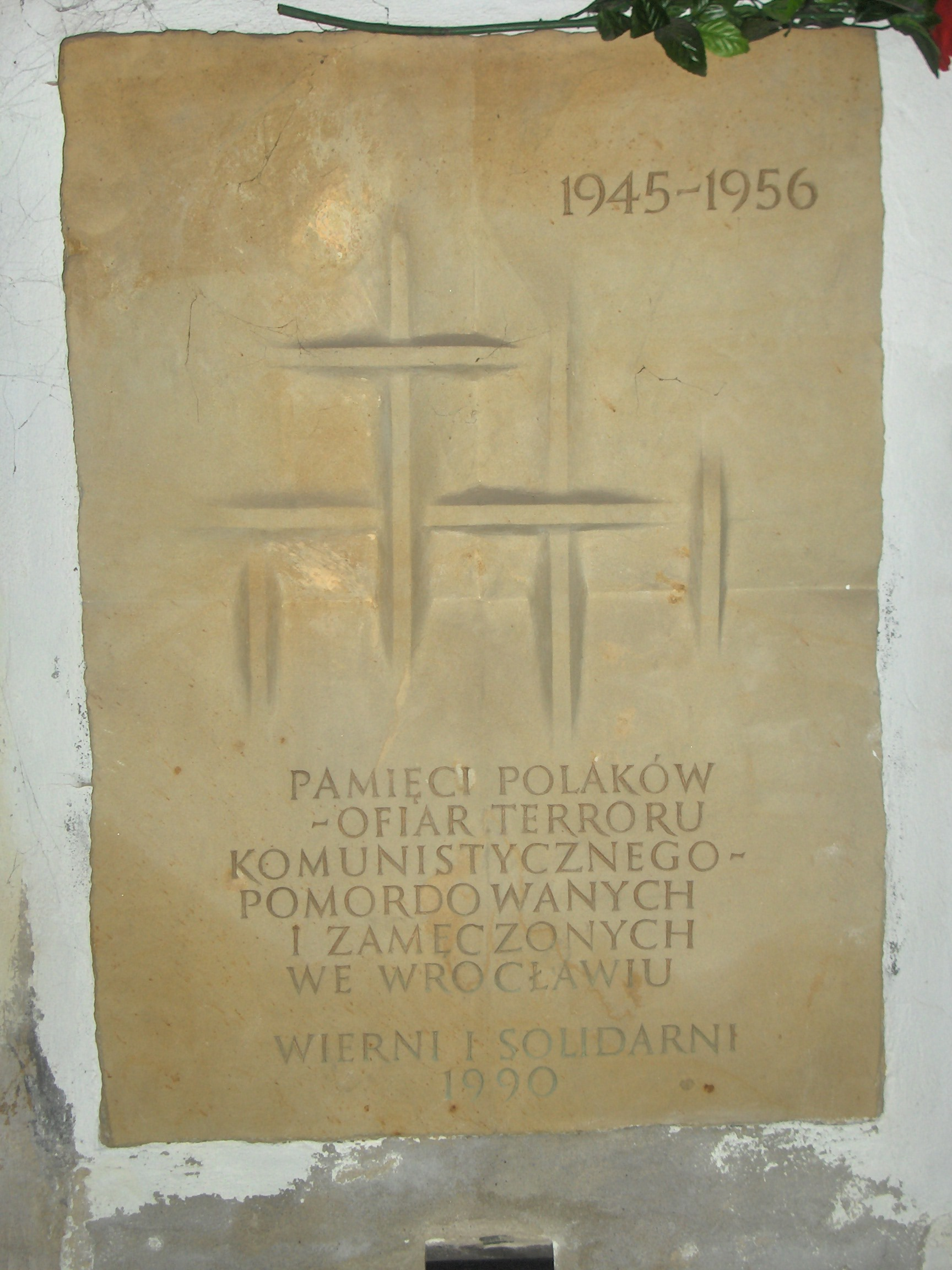
Меморіальна дошка жертвам комуністичного терору, 1945—1956 (базиліка Святої Єлизавети у Вроцлаві)

За початок ПНР де-факто вважається 22 липня 1944 — день оголошення маніфесту Польського комітету національного визволення (Маніфест ПКНВ), де-юре 5 липня 1945 — міжнародне визнання Тимчасового уряду національної єдності, також знаний як Люблінський комітет, що було створено за ініціативою Національної ради (КРН) в Любліні, 21 липня 1944 року, де-факто утворено за два дні до цього в Москві, Сталін мав бажання створити враження, що поляки за власною ініціативою, створили уряд на звільненому польському терені, розташованому між радянсько-німецьким фронтом і лінією Керзона.
ПКНВ розпочав впровадження «народної влади», на теренах Польщі зайнятих Червоною Армією, на захід від лінії Керзона. Це виразилося, зокрема у введенні поліцейського терору, видачі декрету, що передбачав смертну кару за антикомуністичну політичну діяльність (наприклад, Кримінальний кодекс Війська Польського, 23 вересня 1944 р.)
На окупованих теренах, незалежно від нового уряду діяла Червона Армія і радянські сили безпеки (НКВС, СМЕРШ). Відповідно до угоди, укладеної ПКНВ з урядом СРСР, радянські солдати і офіцери залишилися поза дії польського законодавства, НКВС заарештувала людей, пов'язаних з армією та іншими організаціями і з польським урядом у вигнанні, і організував їх депортацію в концентраційні табори в СРСР, і взаємодіяло з «народною Владою», контролюючи її через мережу так званих радників. НКВС мав свою мережу концентраційних таборів. Вважається, що в таких таборах в 1944—1950 роки загинуло близько 25000 осіб Крім поляків були також цілеспрямовані репресії проти німців і українців. У липні 1945 року НКВС заарештували близько 2000 чоловік, біля Гібі (Серпневий рейд), 600 з них зникли безвісти. Число жертв терору до 1954 року оцінюється в десятки тисяч
31 грудня 1944 указом Йосипа Сталіна ПКНВ перетворено на Тимчасовий Уряд Республіки Польща. Прем'єр-міністром став голова ПКНВ Едвард Осубка-Моравський.
В рамках реалізації положень Ялтинської конференції в червні 1945 року в Москві відбулися переговори з питань створення польського уряду, за участю представників СРСР, Великої Британії і США, Тимчасового уряду, а також Станіслав Миколайчик, Станіслав Грабський і Зигмунт Жулавський. В результаті було утворено Тимчасовий уряд національної єдності. Прем'єр-міністром став Едвард Осубка-Моравський (колишній прем'єр-міністр Тимчасового уряду), віце-прем'єрами Владислав Гомулка (заступник прем'єр-міністра Тимчасового уряду і генеральний секретар ПРП) і Станіслав Миколайчик (до листопада 1944 року прем'єр-міністр польського уряду у вигнанні).
Три сторони переговорів — Тимчасовий уряд, «Поляки країни» і «поляки у вигнанні» — формально гарантували паритет в складі уряду. Остаточну форму правління в Польщі мали визначити вільні виборів в рамках багатопартійної системи, під наглядом трьох держав — гарантів угоди. Паралельно з Московською конференцію, було проведено показовий процес над шістнадцятьма лідерами «польської підпільної держави».
У квітні 1945 року підписано польсько-радянський договір про дружбу, взаємну допомогу і післявоєнне співробітництво, розширений пізніше в 1965 році, і в найближчі роки Польща уклала аналогічні угоди з іншими країнами «народної демократії». У жовтні 1945 року Польща підписала Статут Організації Об'єднаних Націй. У липні 1945 року на Потсдамській конференції, визначено західні і північні кордони Польщі. На теренах східніше від нового кордону залишилося близько 13 800 000 осіб громадян Другої республіки, в тому числі на землях, переданих Українській Радянській Соціалістичній Республіці — 8,1 млн, Білоруській РСР — 5 мільйонів, Литовській РСР — 700 000.
До 1947 ПРП зміцнила свою владу в країні — ліквідувавши політичну опозицію і збройне підпілля, залишивши єдину легальну опозиційну силу- засновану в 1945 році, Станіславом Миколайчиком, Польську селянську партію. Формально блок ПРП, Польської соціалістичної партії, Народної партії і Демократичної партії провели Польський народний референдум, 1946 і виграли вибори в Установчий Сейм. Результати виборів були оскаржені Великою Британією і Сполученими Штатами, гарантами Ялтинських угод.
У післявоєнній відбудові, через яку Польща втратила близько 40 % національного багатства, особливе значення мав Трирічний план (1947—1949) — заселення Повернених Земель, земельної реформи та націоналізації промисловості. Відновлення країни було ускладнено масовим і організованим пограбуванням польського терену — ресурси, машини — підрозділами Червоної Армії. Крім того, держава була змушена підписати низку економічних угод з Радянським Союзом, з експлуатації польської економіки (тільки у 1945—1956 СРСР, отримав односторонніх переваг у цьому відношенні за рахунок Польщі 2 млрд тогочасних доларів США , примушуючи до продажу вугілля в СРСР за майбутні воєнні репарації з Німеччини, які ніколи не були отримані.
У 1948 році настали політичні зміни, в бік посилення сталінізації в методах будівництва соціалізму в Польщі та усунення так званої ідеї Польського шляху до соціалізму, через зняття з посади Гомулки (звинувачення у право-націоналістичному ухилі) і об'єднання політичних партій і громадських організацій на умови, висунуті комуністами. У червні 1948 року була створена Польська асоціація молоді через злиття чотирьох організацій, молоді, в грудні 1948 року була створена Польська об'єднана робітнича партія через злиття Польської робітничої партії і Польської соціалістичної партії, в 1949 році заснована Об'єднана селянська партія через злиття селянської партії Миколайчика, Центральної Ради Професійних Союзи та асоціації борців за свободу і демократію. 1950 року частина християнсько-демократичної активістів приєдналися до Демократичної партії. Індустріалізація країни тривала в 1950—1955 роки (Шестирічний план), зменшуючи тим самим фінансування сільського господарства та легкої промисловості, через розвиток головним чином важкої промисловості, оборони, інженерії, енергетики. У цей період також розпочалась колективізація сільського господарства, постійне соціальне перевлаштування країни (міграція населення, урбанізація) У 1950 році було укладено угоду між церквою і комуністичною владою про передання державі земель церкви, релігійних орденів та активів «Карітас Інтернаціоналіс» Угода, укладена кардиналом Стефаном Вишинським, в той же час гарантувала незалежність Церкви і його повноваження від комуністичного уряду.

## Польська Народна Республіка
22 липня 1952 року, у восьму річницю Польської Народної Республіки, було прийнято Конституція ПНР (липнева конституція). Польська держава змінила назву на Народна Республіка Польща. У той же час посилилась тоталітарна система правління, посилилась репресивна діяльність Міністерства громадської безпеки (активізувалася теза про класову боротьбу), яка проявлялася, зокрема в процесах проти політичних активістів з міжвоєнного періоду і часів війни, генералів і офіцерів польської армії, колишніх солдатів Армії Крайової. Також посилилися напади на церкву і духовенство (інтернування Стефана Вишинського у 1953—1956). Через посилення сталінізації, також постраждали декілька активістів ПОРП (позбавлення волі Гомулки в 1951). Польща в цей час входить до складу РЕВ (1949) й Варшавського договору (1955).

### 1954—1970 роки
Після збільшення критики тоталітарного правління, особливо після XX з'їзду КПРС (лютий 1956) і жорстокого придушення повстання робітників (Познанський червень '56), лібералізація що пройшла за підтримки суспільства, отримала назву жовтневої відлиги. Восьмий пленум Центрального комітету Комуністичної партії розкритикував політику партії проведену в попередні роки (період, знаний як культ особистості), був обраний секретарем Центрального комітету Владислав Гомулка, випущений влітку 1956 року з в'язниці. Також була прийнята програма з викорінення культу особи, часткова зміна політико-економічної системи (зменшення репресій, скасування колективізації сільського господарства, збільшення обсягів громадських свобод, модернізація економічного управління -— створення робітничих рад).
Але вже в 1957 році ПОРП почала відхід від жовтневих вимог. Спроби реформування економіки наприкінці 60-х років, з точки зору зростаючої нерівності і затримок, не дали очікуваних результатів (зниження темпів зростання національного доходу, зниження реальної заробітної плати). У цей період відбулося повторно загострення відносин політичної влади з костелом. Загострення відбулися в 1965—1966 роках (святкування тисячоліття хрещення Польщі, послання польських єпископів до німецьких єпископів про примирення між двома країнами). Зростало невдоволення, особливо серед інтелігенції, соціальною та культурною політикою. У березні 1968 було придушенні студентські демонстрації у Варшаві та Кракові, які були спрямовані проти цензури і придушення демократії. У цей період були і зміни в керівництві ПОРП і органів державної влади (з усунення прихильників лібералізації політичної системи). У серпні 1968 року підрозділи Польської Народної армії, під головуванням Флоріана Сивицького брали участь в інтервенції країн Варшавського договору до Чехословаччини.
Після чергової політичної кризи в грудні 1970 року (повстання робітників на узбережжі) подав у відставку з посади секретаря ЦК ПОРП Владислав Гомулка.

### 1970—1980 роки
На VII пленумі ЦК ПОРП секретарем був обраний Едвард Герек. Він сформулював нову соціально-економічну політику, так звана стратегія на прискорене економічний і соціальний розвиток Польщі, орієнтованого на підтримку високих темпів економічного зростання і одночасне поліпшення матеріальних і культурних умов життя суспільства. Розвиток країни в 1971—1975 роках, фінансувався іноземними кредитами за високими відсотками, вилився у зростанні національного доходу приблизно на 60 % і реальної заробітної плати приблизно на 40 %. Причиною краху політики після 1975 року був провал політичних та економічних реформ, високі темпи зростання національного доходу, зростання зовнішнього боргу тощо. Це викликало заворушення робітників у червні 1976 року. У наступні роки Польща зазнала наростання політичної та економічної кризи (у 1979 році відбулося падіння національного доходу — вперше після війни), яка супроводжувалася так званою пропагандою успіху.

### 1980—1989 роки
У липні/серпні 1980 сталась наступна політична криза, в результаті масових страйків по всій країні, яке розпочалися в Любліні, на узбережжі і Сілезії.
У 1981 році уряд генерала Ярузельського проінформував Паризький клуб про призупинення виплати зовнішнього боргу на суму 25500 млн доларів США і 3100 млн трансферних рублів (близько 2,5 млрд доларів США) через неплатоспроможність ПНР.

#### Серпень 1980
З ростом економічної кризи і зростаючої зовнішньої заборгованості (близько 24 мільярдів доларів) польська економічна ситуація погіршала. 1 липня 1980 влада оголосила зростання цін на продовольство. Це було прямим стимулом для початку соціальних бунтів. Страйки почалася в липні 1980 року в Любліні, в середині серпня на узбережжі, поступово розповсюдились по всій країні, в тому числі на вугільних шахтах у Верхній Сілезії.
14 серпня розпочався страйк на Гданській судноверфі у Гданську. Засновано Міжзаводський страйковий комітет, який об'єднував страйкарів у всій Польщі. Були висунуті вимоги, що включали як економічні. так і політичні пункти, найважливішим було створення незалежної самоврядної профспілки «Солідарність».
Комуністична влада не могла розраховувати на пряму підтримку Кремля. У вересні 1980 року на шостому пленумі ПОРП під тиском обставин був змушений піти у відставку секретар Центрального комітету Едвард Герек, його на цій посаді змінив Станіслав Каня. У партії існувало дві провідні фракції: перша наполягала на проведенні жорсткої політики, сподіваючись на радянську інтервенцію для придушення контрреволюції, друга — поміркованіша, пропонувала поступові реформи.
У грудні 1980 вперше було запропоновано введення воєнного стану в Польщі. За особистим тиском Збігнєва Бжезинського адміністрація Джиммі Картера попередила СРСР, що такі дії зустрінуть негайну негативну реакцію США.
Незадовго до цього відбулася друга частина пленуму ЦК, на якій було ухвалено рішення про скликання позачергового з'їзду партії.
11 лютого 1981 генерал Войцех Ярузельський, міністр оборони, зайняв пост прем'єр-міністра. Парламент закликав у своєму виступі до 90 спокійних днів.